# Prix Le Temps retrouvé
Le prix Le Temps retrouvé est un prix littéraire fondé en 2020. C’est en hommage à Marcel Proust qu'il a été créé par Le Pari(s) littéraire,. Parrainé par la Fondation Daniel Lagolnitzer, il récompense une œuvre littéraire qui dépeint, avec style et finesse, la complexité des relations humaines et les évolutions de la société.
La cérémonie de remise du prix se déroule au Ritz Paris dont Marcel Proust était un habitué.
En 2021, la plupart des membres du jury ont démissionné, en raison de l'affaire Patrick Poivre d'Arvor, qui était président du prix en 2020 et membre du jury en 2021,.
En 2022, c'est avec un nouveau président, Douglas Kennedy, et un jury renouvelé, que le prix Le Temps retrouvé, doté de 2 000 euros, est remis en décembre prochain au Ritz Paris.
La première sélection de 11 romans a été annoncée le 26 septembre 2022. La deuxième sélection de 5 romans a été annoncée le 15 novembre 2022. Le prix a été attribué le 7 décembre au Ritz à Jean Michelin pour son roman Ceux qui restent.
Le Prix Le Temps Retrouvé 2023 est revenu à Virginie Troussier pour L’homme qui vivait haut. Le jury a décerné une mention spéciale à Jonathan Siksou pour Vivre en ville. Le prix Le Temps retrouvé est doté de 2000 euros et de 1000 euros pour la mention spéciale. La cérémonie de remise du prix s'est tenue le 7 décembre 2023 au Ritz .

## Liste des lauréats
- 2020 : Hugo Lindenberg pour Un jour ce sera vide (Christian Bourgois Éditeur)
- 2021 : Jean-François Hardy   pour La Riposte  (Plon)
- 2022 : Jean Michelin pour Ceux qui restent (Editions Héloïse d'Ormesson)[11]
- 2023 : Virginie Troussier pour L'homme qui vivait haut (Éditions Paulsen) ; Jonathan Siksou pour Vivre en ville (Editions du Cerf), mention spéciale du jury
- 2024 : Philippe Collin pour Le barman du Ritz, (Éditions Albin Michel)

## Membres du Jury
- Douglas Kennedy, président
- Gautier Battistella
- Claire Bauchart
- Alessandra Fra
- Bertrand Galimard Flavigny
- Nathalie Maranelli
- Monique Ruffié
- Philippe Vilain
- Denys Viat